# Vésines
Vésines ist eine französische Gemeinde im Département Ain in der Region Auvergne-Rhône-Alpes. Sie gehört zum Kanton Replonges im Arrondissement Bourg-en-Bresse.

## Geographie
Die Gemeinde Vésines liegt auf einer Höhe zwischen 167 und 176 Metern, sieben Kilometer nordnordöstlich von Mâcon. Das Gemeindegebiet wird vom Flüsschen Loëze durchquert, am Westrand der Gemeinde verläuft die Saône, die hier die Grenze zum Département Saône-et-Loire markiert.
Umgeben ist Vésines von den Nachbargemeinden Asnières-sur-Saône im Norden, Manziat im Osten, Feillens im Südosten, Sancé im Südwesten, Mâcon im Westen sowie Saint-Martin-Belle-Roche im Nordwesten.

## Bevölkerungsentwicklung
| Jahr                       | 1962 | 1968 | 1975 | 1982 | 1990 | 1999 | 2006 | 2012 | 2021 |
| -------------------------- | ---- | ---- | ---- | ---- | ---- | ---- | ---- | ---- | ---- |
| Einwohner                  | 141  | 143  | 121  | 116  | 108  | 113  | 93   | 99   | 98   |
| Quellen: Cassini und INSEE |      |      |      |      |      |      |      |      |      |

## Sehenswürdigkeiten

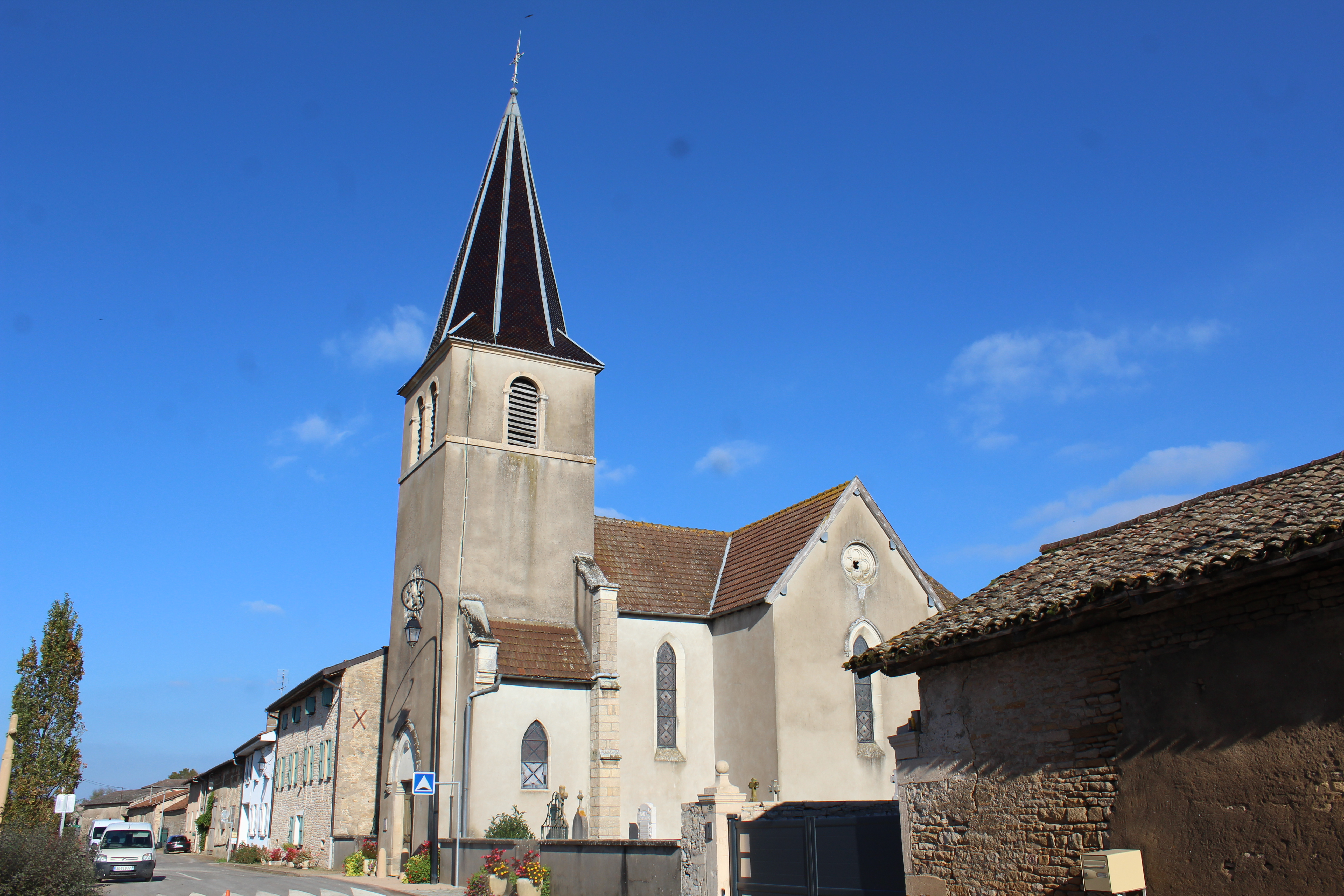
Kirche Saint-Joseph
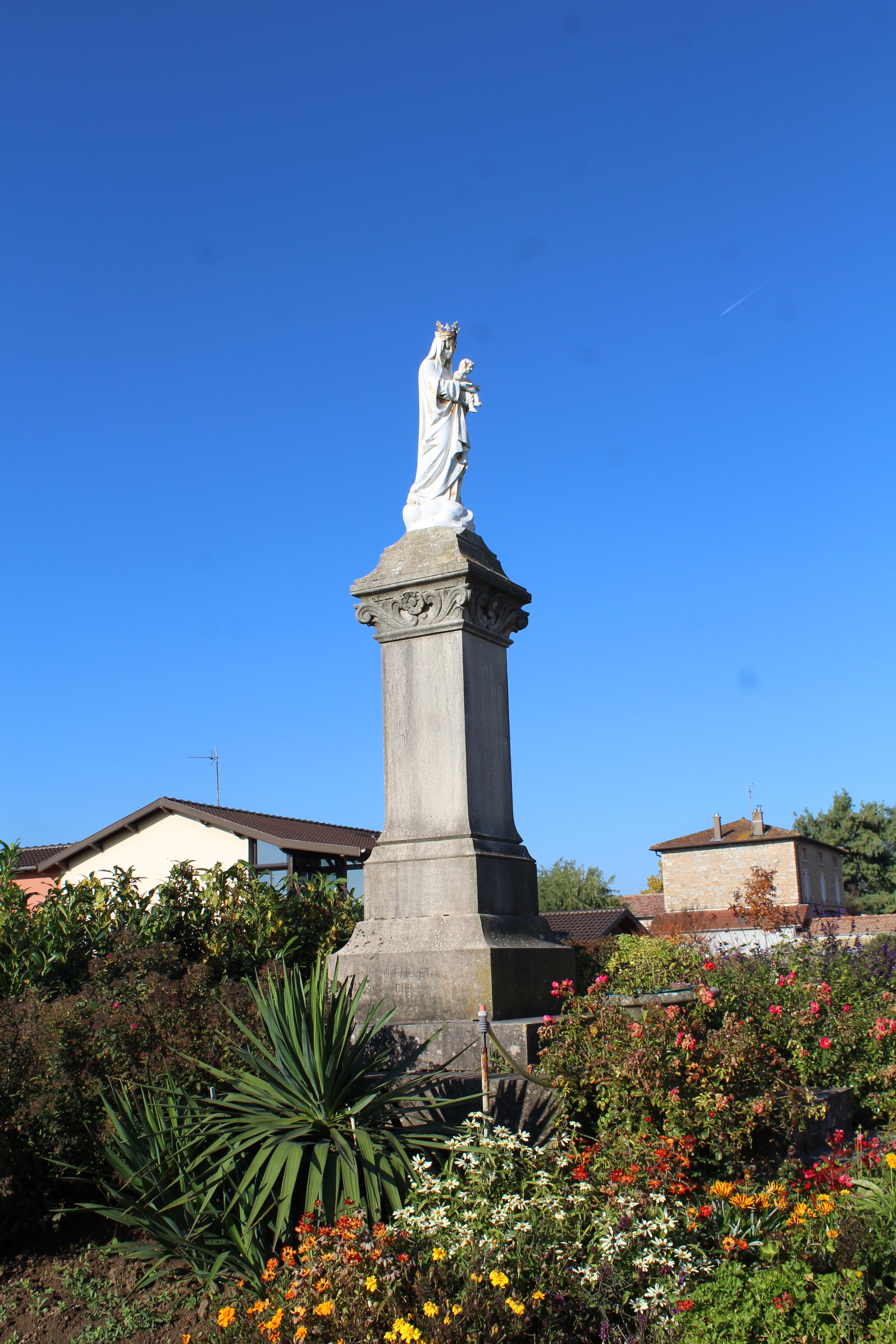
Marienstatue
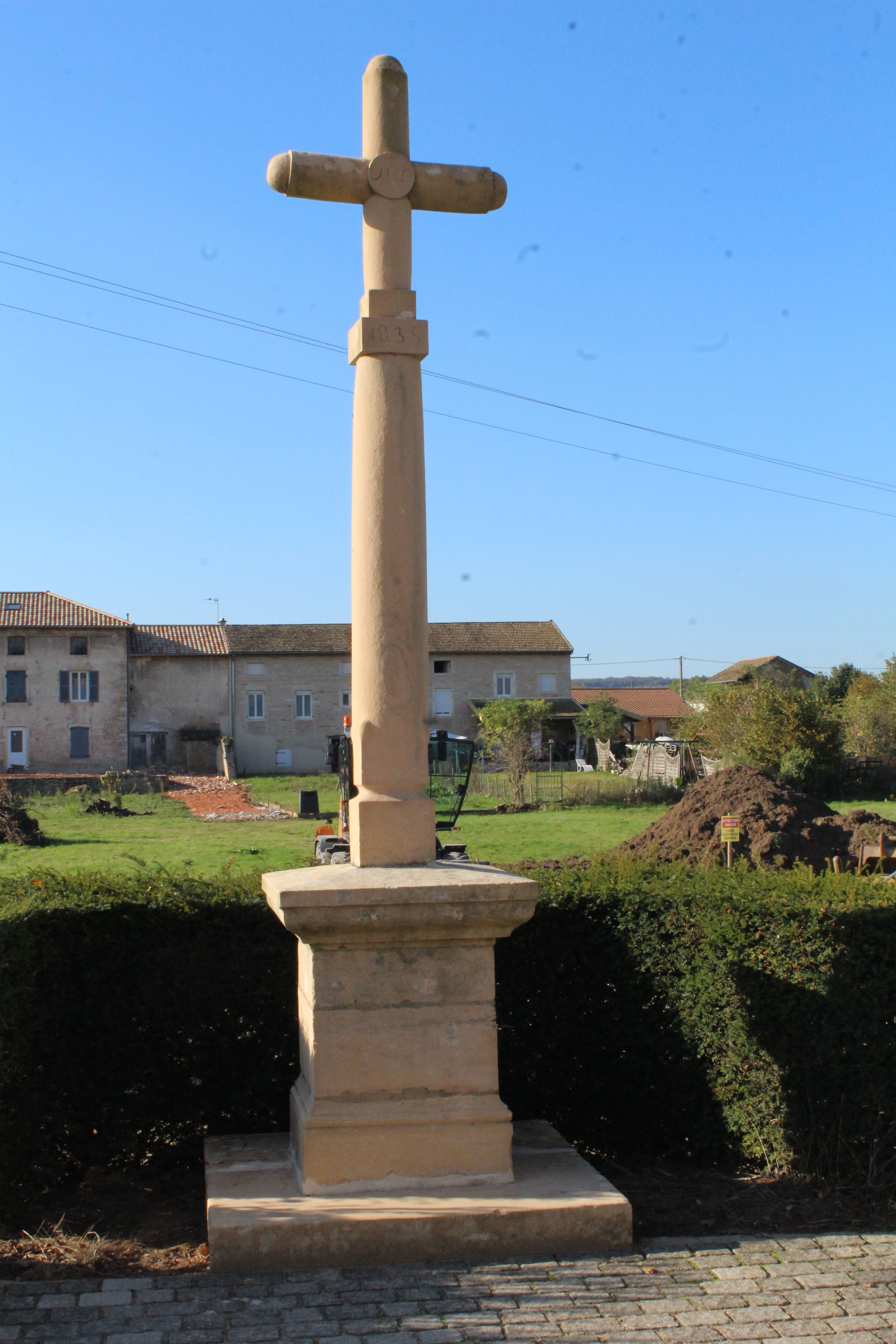
Kreuz an der Kirche Saint-Joseph
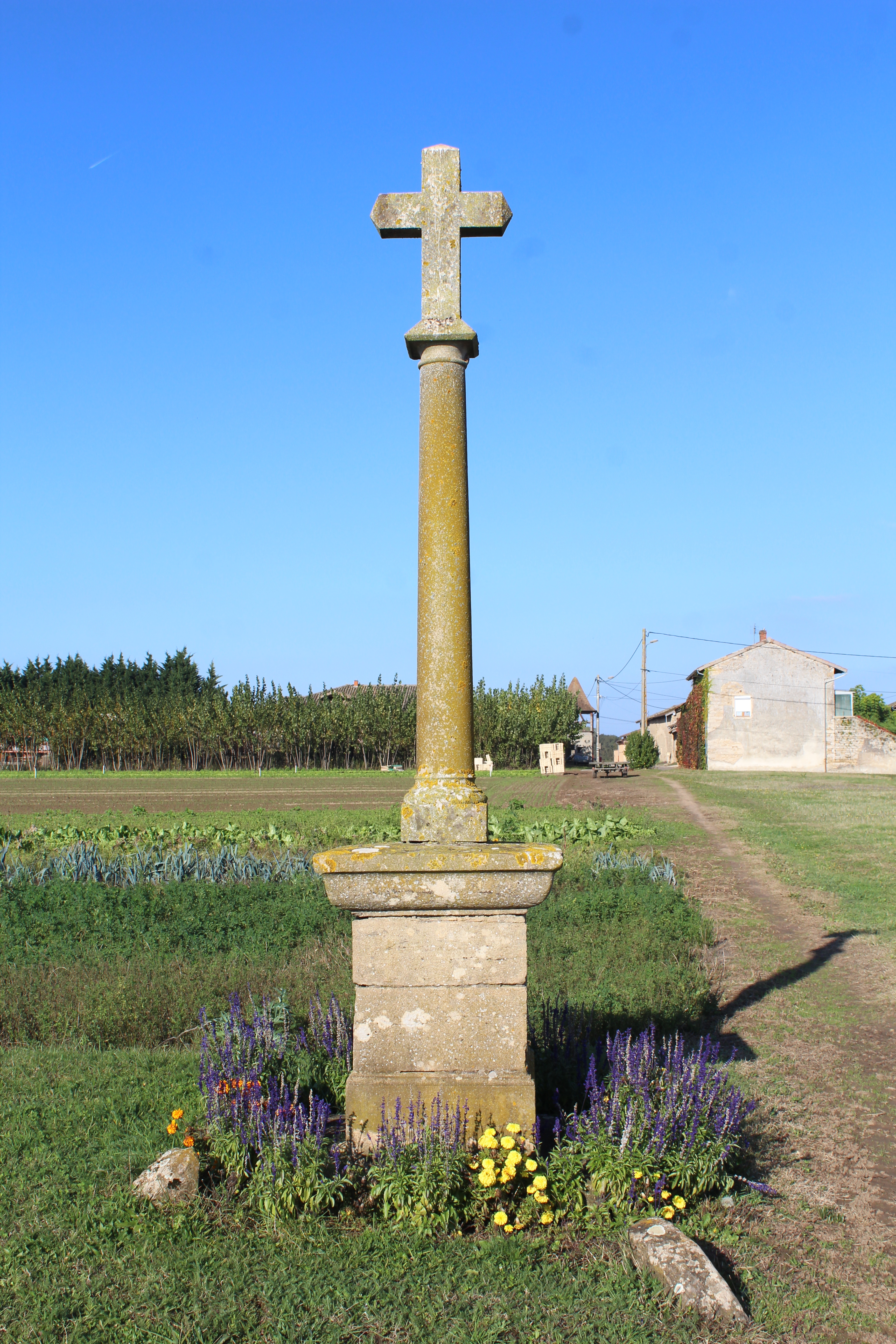
Croix des Combes à Vésines
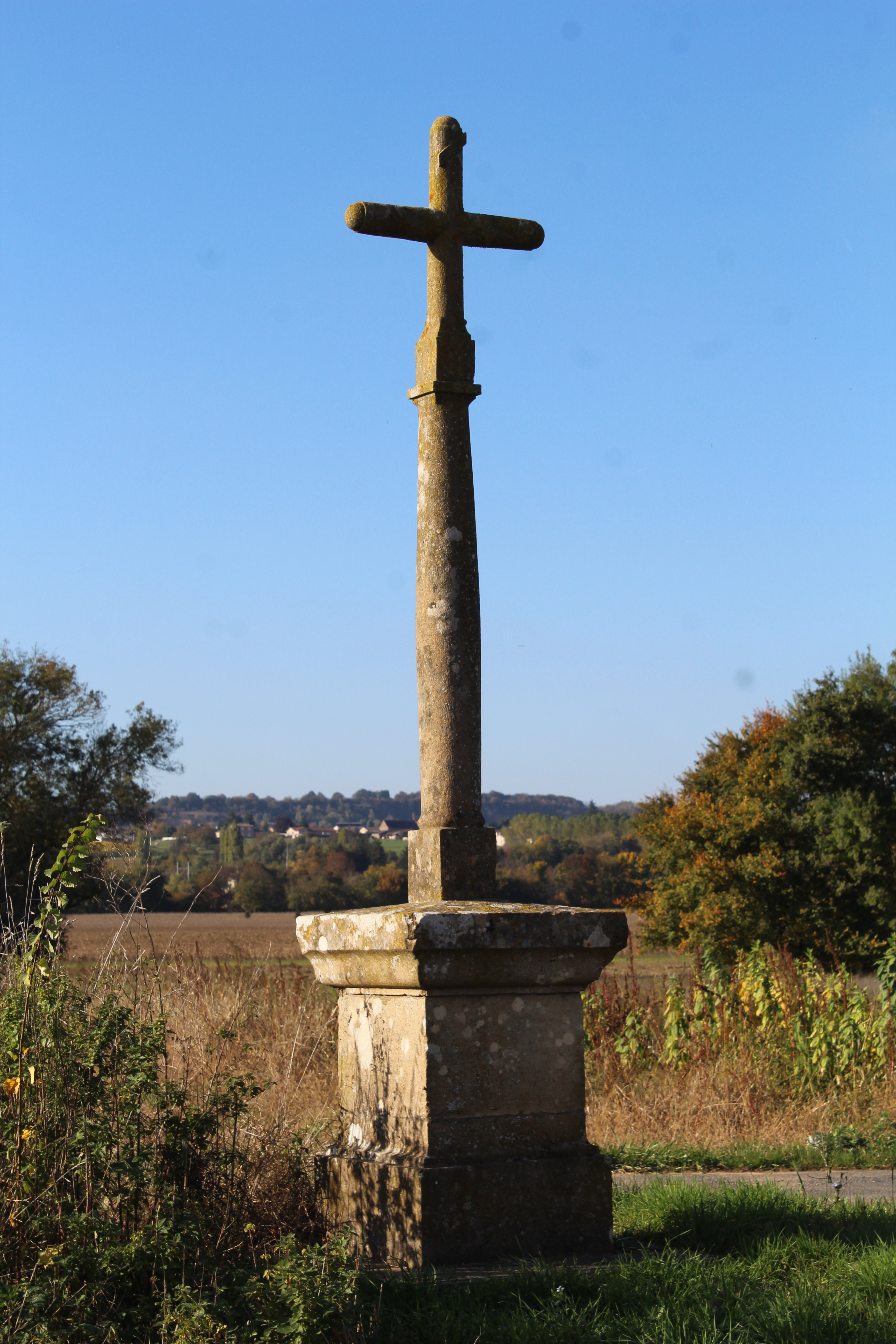
Croix des Grépillons à Vésines
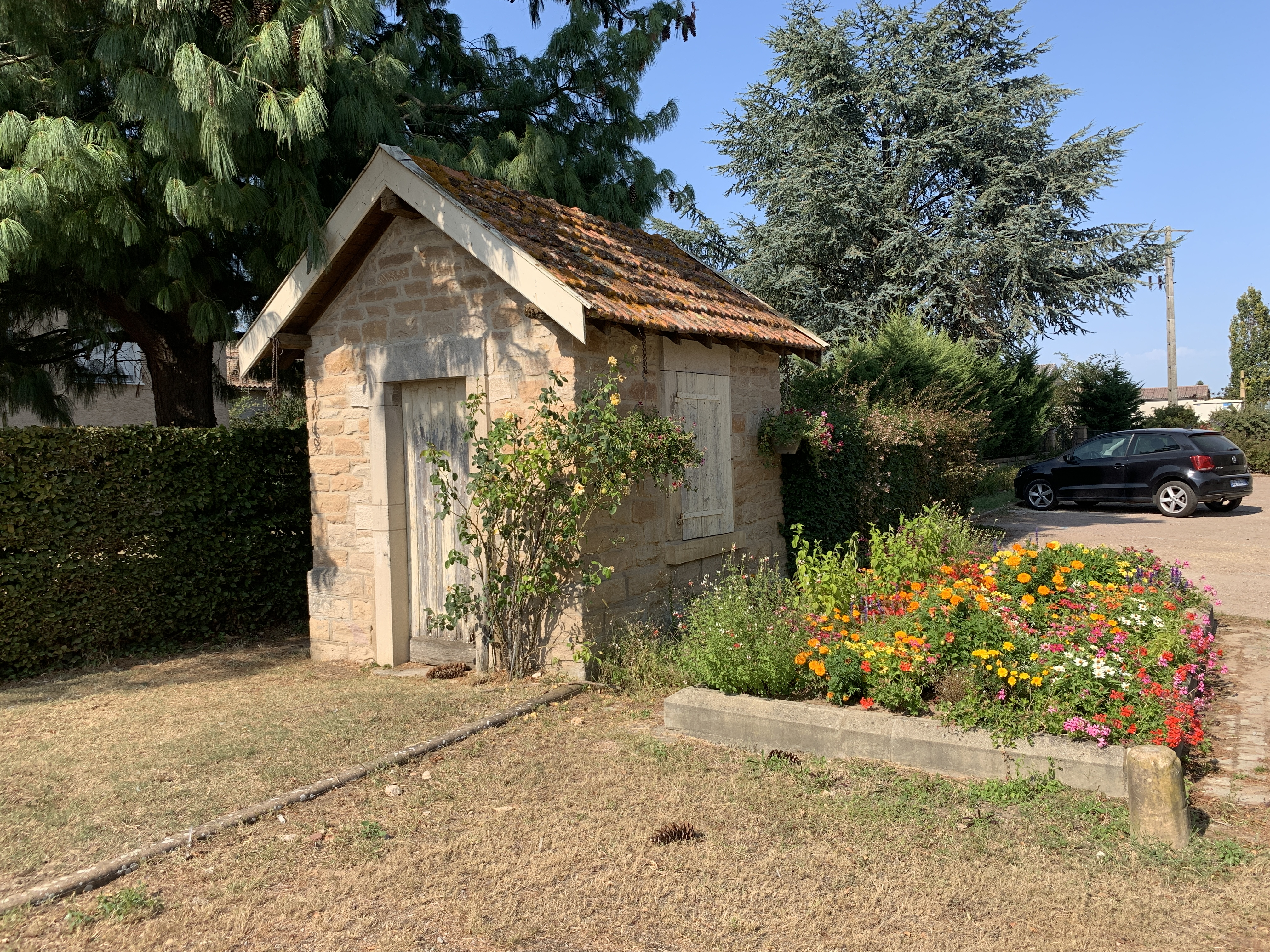
Ehemalige öffentliche Waage
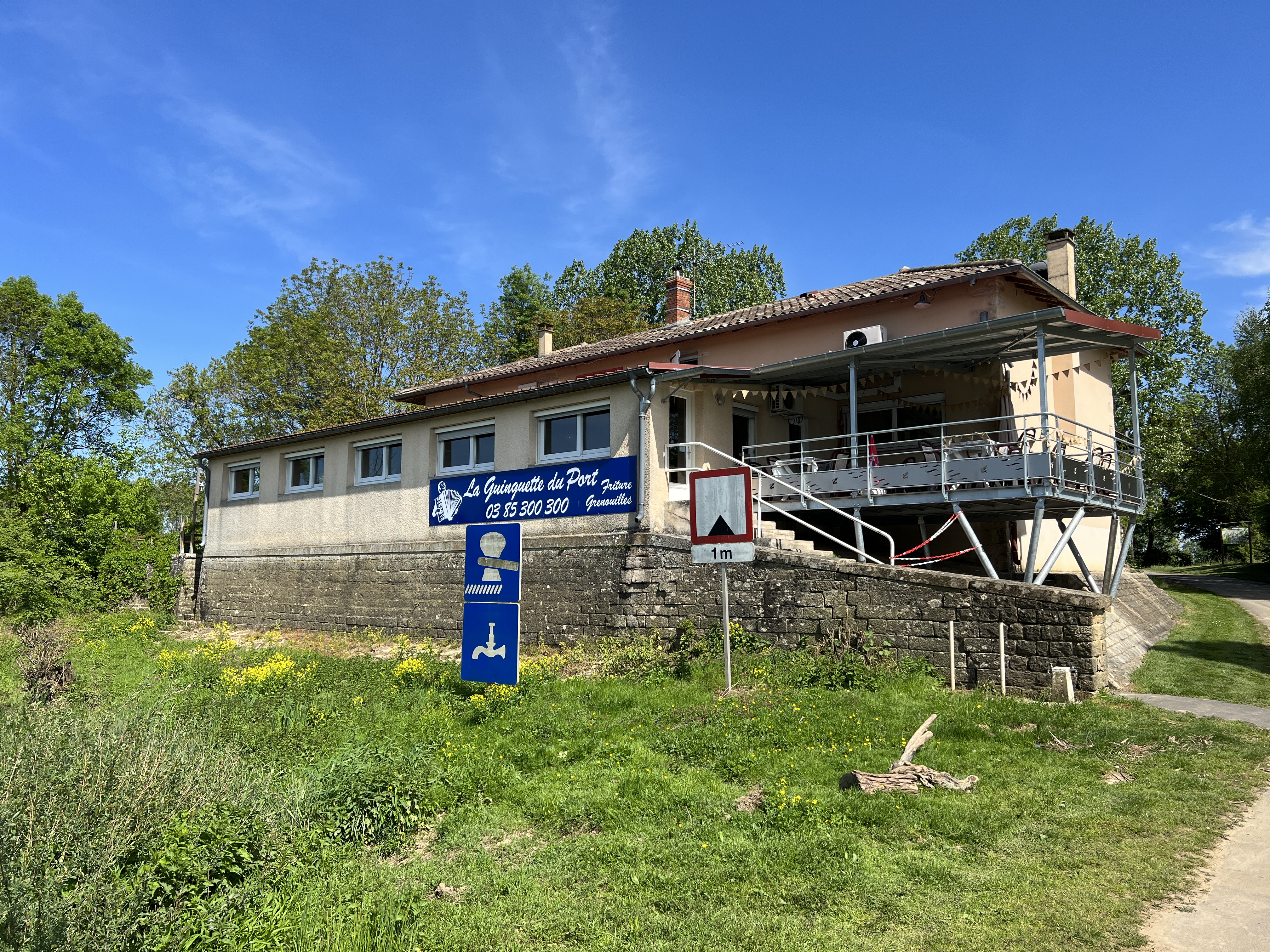
Restaurant „La Guinguette du Port“
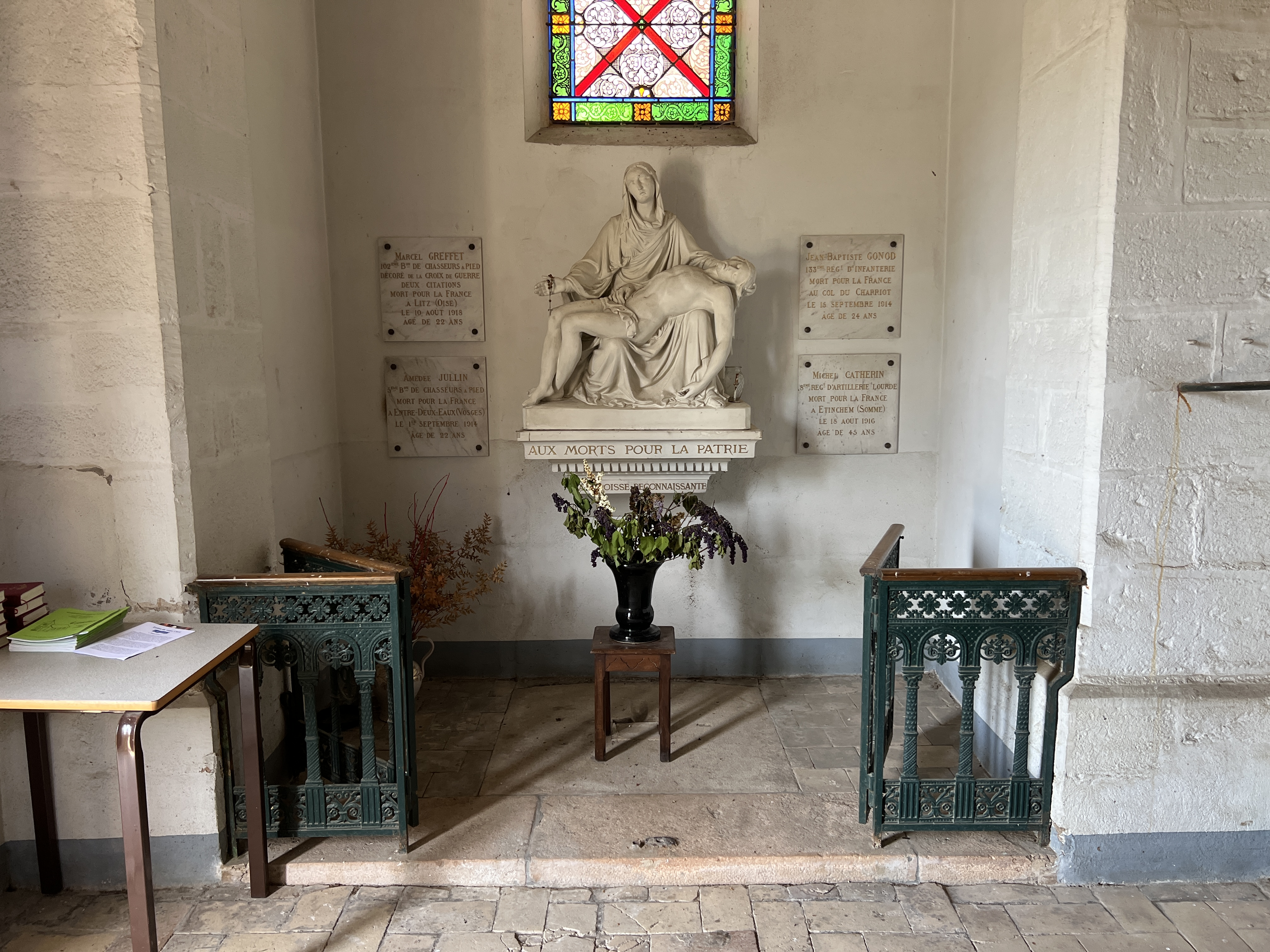
Gefallenendenkmal